# Comuna Moldovița, Suceava
Moldovița este o comună în județul Suceava, Bucovina, România, formată din satele Argel, Demăcușa, Moldovița (reședința) și Rașca.

## Date generale
Moldovița este o comună situată în județul Suceava, așezată pe cursul superior al râului cu același nume, la aproximativ 650 m altitudine, în inima Obcinilor Feredeu și Mare. A fost atestată documentar în anul 1443, formându-se mai întâi ca o comunitate liberă la hotarele pădurilor. A fost populată în a doua jumătate a secolului al XVI-lea de huțuli, dar și de neamuri germanice.
Conform recensământului din 2002, comuna avea 5021 locuitori, iar componența etnică este următoarea:
Români 		4763
Ucraineni 	 209
Germani 	 37
Turci 		 1
Slovaci 	 4
Evrei 		 1
Polonezi 	 5
Altă etnie 	 1
Este înfrățită cu localitatea Kruibeke din Belgia.

## Demografie
Componența etnică a comunei Moldovița
     Români (93,57%)
     Alte etnii (0,57%)
     Necunoscută (5,86%)
Componența confesională a comunei Moldovița
     Ortodocși (88,55%)
     Adventiști (3,09%)
     Penticostali (1,47%)
     Alte religii (0,84%)
     Necunoscută (6,04%)
Conform recensământului efectuat în 2021, populația comunei Moldovița se ridică la 4.883 de locuitori, în scădere față de recensământul anterior din 2011, când fuseseră înregistrați 4.970 de locuitori. Majoritatea locuitorilor sunt români (93,57%), iar pentru 5,86% nu se cunoaște apartenența etnică. Din punct de vedere confesional, majoritatea locuitorilor sunt ortodocși (88,55%), cu minorități de adventiști (3,09%) și penticostali (1,47%), iar pentru 6,04% nu se cunoaște apartenența confesională.

## Politică și administrație
Comuna Moldovița este administrată de un primar și un consiliu local compus din 15 consilieri. Primarul, Alin Boșutar[*], de la Partidul Social Democrat, este în funcție din 1 noiembrie 2024. Începând cu alegerile locale din 2024, consiliul local are următoarea componență pe partide politice:
|  | Partid                          | Consilieri | Componența Consiliului | Componența Consiliului | Componența Consiliului | Componența Consiliului | Componența Consiliului | Componența Consiliului | Componența Consiliului | Componența Consiliului |
|  | ------------------------------- | ---------- | ---------------------- | ---------------------- | ---------------------- | ---------------------- | ---------------------- | ---------------------- | ---------------------- | ---------------------- |
|  | Partidul Social Democrat        | 8          |                        |                        |                        |                        |                        |                        |                        |                        |
|  | Partidul Național Liberal       | 5          |                        |                        |                        |                        |                        |                        |                        |                        |
|  | Alianța pentru Unirea Românilor | 2          |                        |                        |                        |                        |                        |                        |                        |                        |

## Recensământul din 1930
Componența etnică a comunei Moldovița
     Ruteni (52,97%)
     Germani (11,15%)
     Evrei (13,54%)
     Români (17,27%)
     Ruși (1,27%)
     Polonezi (3,45%)
     Altă etnie (0,35%)
Componența confesională a comunei Moldovița
     Ortodocși (68,62%)
     Romano-catolici (13,73%)
     Mozaici (14,04%)
     Evanghelici\Luterani (0,78%)
     Greco-catolici (2,64%)
     Altă religie (0,19%)
Conform recensământului efectuat în 1930, populația comunei Moldovița se ridica la 3.219 locuitori. Majoritatea locuitorilor erau ruteni (52,97%), cu o minoritate de germani (11,15%), una de evrei (13,54%), una de ruși (1,27%), una de polonezi (3,45%) și una de români (17,27%). Alte persoane s-au declarat: maghiari (6 persoane) și cehi\slovaci (4 persoane). Din punct de vedere confesional, majoritatea locuitorilor erau ortodocși (68,62%), dar existau și romano-catolici (13,73%), mozaici (14,04%), evanghelici\luterani (0,78%) și greco-catolici (2,64%). Alte persoane au declarat: reformați\calvini (1 persoană), baptiști (3 persoane) și fără religie (2 persoane).

## Personalități născute aici
- Casian Balabașciuc (n. 1957), inginer, scriitor.